# Samsung N150

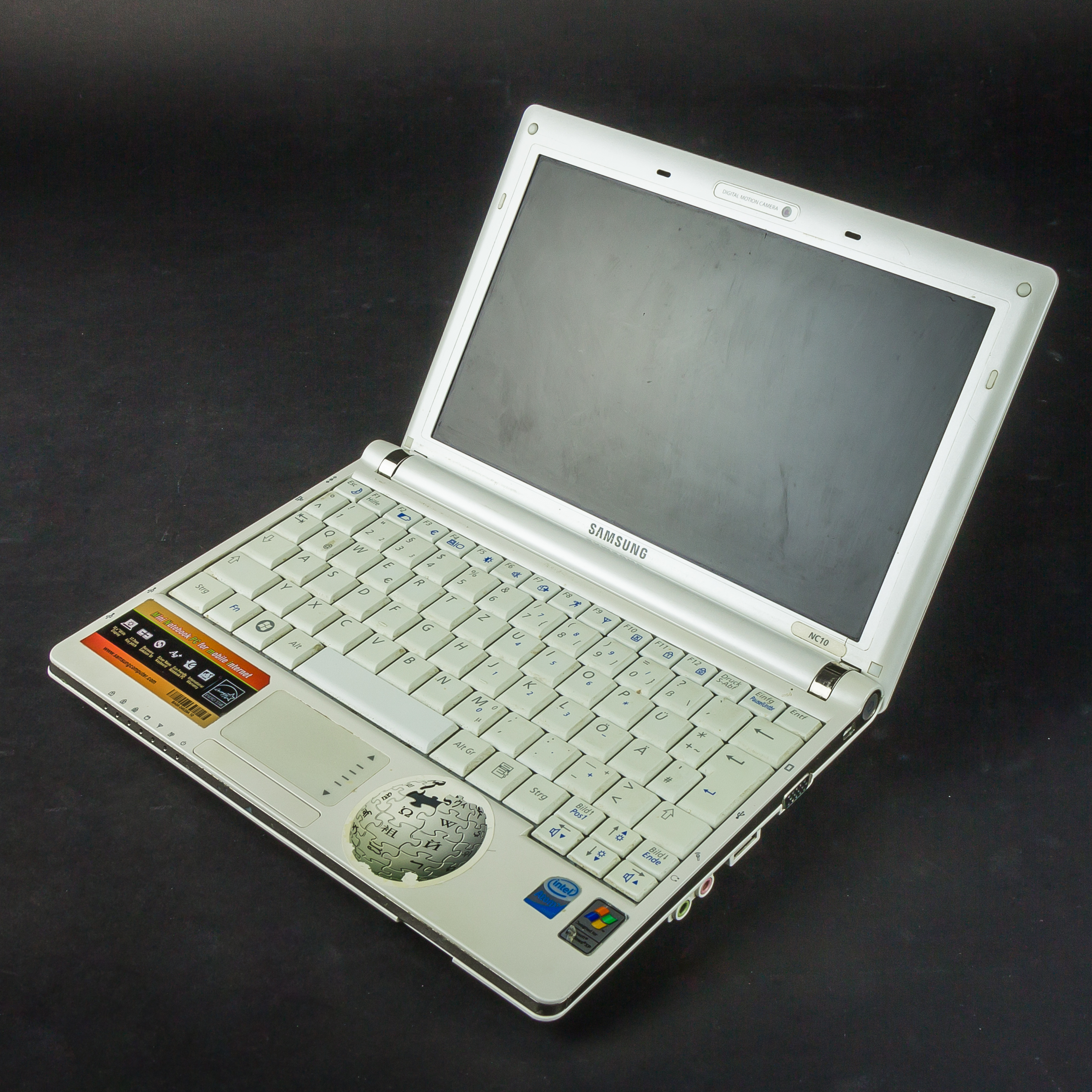
Samsung NC10, antecessor do Samsung NC150. O processador do N150 apresenta o mesmo desempenho de uso que o antecessor, mas aumenta o tempo de uso contínuo por ser mais eficiente energeticamente.

Samsung N150 é um netbook projetado para ser o mais acessível economicamente dos modelos desta empresa, sendo mais direcionado a seus consumidores. Foi um dos primeiros a utilizar um processador Intel Atom N450. Suas especificações revelam ser um netbook totalmente típico. Tem uma qualidade de fabricação melhor que de seus concorrentes, e por isto custava $350 em 22 de abril de 2010.
Funciona bem para produtividade básica, streaming de mídia e aplicações de internet, checar e-mails, assistir vídeos SD (vídeos codificados em Xvid são executados tranquilamente, mas qualquer coisa além de SD cobra demais do sistema), processar texto ou acessar redes sociais, tal como seus concorrentes de baixo custo, mas multitarefa é impensável sem considerar o upgrade da memória de 1GB limitada pelo contrato com o Sistema Operacional, portanto ele é melhor em desempenhar cada tarefa de uma vez. Por exemplo, é ótimo para digitar um texto no Microsoft Word enquanto se ouve alguma música no iTunes, mas tentar fazer o mesmo com algumas janelas de browser abertas gera tempo de espera considerável na transição de uma janela para outra.
Usa o processador Intel Atom N450 prevalecente no mercado de netbooks, e que não tem nenhuma melhoria significativa de desempenho em relação à geração anterior de processadores Atom, já que é muito mais focado em eficiência energética. Para processamento gráfico usa o típico chip gráfico integrado Intel GMA 3150 que carece de desempenho o bastante para streaming HD e qualquer tipo de jogo 3D. Apenas jogos os jogos mais simples, sem gráficos complexos, conseguem ser jogados. Mesmo jogos em Flash podem rodar lentamente neste netbook. Ou seja, não é possível realizar codificação de vídeo ou jogar seriamente nesta máquina. Seu desempenho não surpreende: alcança 37 pontos do teste World Bench 6, o que é médio para um netbook de baixo custo. No PCMark05 obtém 1355 pontos e no 3DMark06 obtém 155. No teste de renderização Blender 3D obtém 6 minutos e 52 segundos e no teste de codificação iTunes MP3 obtém 8 minutos e 3 segundos, que é justamente médio para um netbook.
O Windows 7 Starter Edition incluído roda razoavelmente bem, mas omite o Aero Peek e não suporta monitores de dupla exibição. Também, não apresenta a interface com transparência da versão Home Premium, nem é possível alterar o papel de parede. O netbook carece de recursos mais avançados, como uma textura anti-derrapante como a do modelo Samsung N310. Sua parte traseira tem um acabamento em preto brilhante e o logo da empresa fora do centro, tornando-o visualmente agradável, apesar da necessidade de limpar constantemente marcas de dedo. A tira em vermelho metalizado que circunda o netbook também é charmosa. Dentro, porém, é absolutamente idêntico a milhares de netbooks, com quantidade massiva de plástico preto fosco.

## Características
Sua alimentação se dá por uma bateria de seis células com total de 4400mA, que apesar de menor que outros da classe liderando os netbooks tem um design mais compacto e fluido, permitindo-lhe maior finura e menor peso. Com streaming de vídeo esta bateria dura 4 horas e 45 minutos, o que se supõe durar 6 horas em um uso mais típico, e que é uma quantia bem decente. No intenso teste Battery Eater Classic, dura 5 horas e 2 minutos, o mesmo que netbooks mais antigos, porém com baterias bem maiores e pesadas.
O design de seu teclado e trackpad retém muito dos designs e layouts anteriores da Samsung. O layout do teclado é muito bom e o design individual das teclas é confortável devido à sua pequena distância de retorno, a seu layout padrão e às lacunas cinestésicas entre os botões. Apesar de que é flexível, o que faz a máquina parecer frágil, e de que seria melhor com mais espaço entre as teclas, já que as teclas são muito pequenas e apertadas de forma que é necessário ser preciso para digitar sem erros.
O trackpad é um pouco menor do que o de várias outras empresas e ainda melhor que o teclado, sendo soberbamente sensível e suave e tendo dois botões separados, diferente de muitos designs atuais de outras empresas. Além disto, tem total suporte a multitouch.
Apesar do contrato para uso do Windows 7 Starter permitir até 250GB de memória no disco rígido, a Samsung decidiu manter o N150 com um disco de 160GB para tentar manter o preço baixo. Isto é desapontante, já que o preço final do netbook acaba sendo bem similar ao que várias companhias estão oferecendo por netbooks de 250GB de disco rígido. Outra característica desapontante quanto ao armazenamento é o slot de cartão de memória três-em-um não permitir que um cartão SD seja completamente introduzido, deixando de fora uma parte que acaba tornando-se um grave incômodo.
Os alto-falantes, como era de se esperar, são medíocres. O som é provido pelo  SRS TruSound XT.

### Tela e webcam
Sua tela e webcam são simples, mas funcionais. A resolução nativa é o bastante para a maior parte dos casos, mas os usuários podem precisar empurrar a barra de tarefas do Windows para o canto direito ou habilitar o recurso de auto-ocultação quando for utilizar aplicações que são altas demais para caber nos 600 pixels de altura. Porém, pode ser estendida para 1024x768 pixels com o auxílio de alguns softwares OEM incluídos, permitindo uma flexibilidade maior do que a que sua resolução nativa de 1024x600 pixels disponibiliza. Isto é possível com o uso do Samsung Easy Resolution ou do Intel Display Driver, mas a tela fica com aspecto espremido.
A tela é um de seus melhores recursos: a maioria das empresas têm empregado telas brilhantes em seus modelos, a fim de ressaltar o brilho e a cor provenientes delas. Isto, porém, dificulta muito sua utilização em espaços externos. A Samsung, entretanto, optou por recobrir a tela com um revestimento anti-reflexo, permitindo sua utilização em espaços externos e em espaços internos com má-iluminação. Por outro lado, a tela sofre distorções quando as costas da metade onde a tela encontra-se é levemente pressionada, o que faz a máquina parecer frágil. Também, sua moldura brilhante distrai quando há reflexão.
A webcam é acompanhada de um software ótimo para colocar imagens da qualidade de clipart nos vídeos caseiros, mas isso é tudo. A imagem é razoavelmente clara, mas entretanto sofre com brancos muito brilhantes. O desnecessário adesivo "Digital Livecam" próximo à webcam é um equívoco.

## Software
É um netbook que oferece uma experiência frustrante no começo, com muito software pré-instalados que mostram pop-ups incômodas que requerem intervenção para fazê-las parar de aparecer. Enquanto o usuário tenta acessar uma webpage or está no meio da digitação de um documento do Word, ficam aparecendo lembretes e notificações dos programas McAfee Antivirus, do Samsung Update Plus, do Samsung Recovery e do Samsung FailSafe. Assim, é necessário ativar ou desinstalar o McAfee Antivirus, ativar ou clicar em "no thanks" no teste de 30 dias do Samsung FailSafe, que permite rastrear e possivelmente recuperar o netbook se perdido ou roubado, e configurar o Samsung Update Plus para atualizar automaticamente ou nunca atualizar. Até porquê o software pré-instalado pode deixar o sistema mais lento, o que seria frustrante.